# ایرینا ویلد
ایرینا ویلد (اوکراینی: Дарина Дмитрівна Полотнюк؛ ۵ مهٔ ۱۹۰۷ – ۳۰ اکتبر ۱۹۸۲) نویسنده اهل اتریش-مجارستان بود.

وی همچنین برندهٔ جوایزی همچون نشان پرچم سرخ کار شده‌است.